# Mickaël Piétrus
Mickaël Piétrus (Les Abymes, 7. veljače 1982.) francuski je profesionalni košarkaš. Igra na poziciji niskog krila, a može igrati i bek šutera. Trenutačno je član NBA momčadi Phoenix Sunsa. Izabran je u 1. krugu (11. ukupno) NBA drafta 2003. od strane Golden State Warriorsa. Piétrus je poznat kao izvanredni obrambeni, ali i dobar napadački igrač. Njegov stariji brat Florent Piétrus isto je tako profesionalni košarkaš. 

## NBA

### Golden State Warriors
Piétrus je izabran kao jedanaesti izbor NBA drafta 2003. od strane Golden State Warriorsa. U Warriorsima je proveo pet sezona. U sezoni 2007./08. u prosjeku je ubacivao 7.7 poena uz 3.7 skokova po utakmici. Njegov prosjek kroz proteklih pet sezona bio je još bolji (8.6 poena po utakmici). 

### Orlando Magic
Piétrus je kao slobodan igrač u ljeto 2008. potpisao višegodišnji ugovor s Orlando Magicom. U debiju je protiv Atlanta Hawksa postigao 20 poena i od tada nastavio s dobrim igrama u kojima se prometnuo u ključnog igrača kluba s Floride. Piétrus je tijekom sezone 2008./09. imao dvije ozljede zbog kojih je propustio 25 utakmica regularnog dijela sezone. Prva je puknuće ligamenata u palcu desne ruke, a druga je fraktura zapešća koju je zaradio u utakmici s Detroitom. Nakon povratka na parkete pomogao je Orlandu da se plasira u finale NBA lige. Piétrus je tijekom finala Istočne konferencije bio ključan igrač u zaustavljanju LeBrona Jamesa i njegovih Cavsa do završnice NBA lige. U finalu je Orlando izgubio u pet utakmica od Los Angeles Lakersa, a Piétrus je zajedno s Courtneyem Leejom bio zadužen za čuvanje Kobe Bryanta. 

#### Počast žrtvama leta 447
Piétrus je u četvrtoj utakmici finala odao počast žrtvama poginulim u zrakoplovu Air Francea tako što je napisao broj leta na tenisice. Na letu 447 poginulo je 228 ljudi kad je Airbus A330 naletio na oluju iznad Atlantskog oceana. Zrakoplov je letio iz Ria de Janeira za Pariz.

## Phoenix Suns
18. prosinca 2010. Pietrus je, zajedno s Marcinom Gortatom, Vinceom Carterom, izborom prvog kruga NBA drafta 2011. godine i 3 milijuna dolara, mijenjan u Phoenix Sunse u zamjenu za Hedu Turkogla, Jasona Richardsona i Earla Clarka.

## NBA statistika

### Regularni dio
| Godina    | Klub         | Odig. uta. | Uta. poč. | Min. | 2P%  | 3P%  | Sl. bac.% | Skok. | Asist. | Ukr. lop. | Blok. | Poena |
| --------- | ------------ | ---------- | --------- | ---- | ---- | ---- | --------- | ----- | ------ | --------- | ----- | ----- |
| 2003./04. | Golden State | 53         | 22        | 14.1 | .416 | .333 | .693      | 2.2   | .5     | .6        | .2    | 5.3   |
| 2004./05. | Golden State | 67         | 3         | 20.0 | .427 | .344 | .698      | 2.8   | 1.2    | .7        | .3    | 9.5   |
| 2005./06. | Golden State | 52         | 18        | 22.7 | .404 | .318 | .608      | 3.1   | .8     | .6        | .2    | 9.3   |
| 2006./07. | Golden State | 72         | 38        | 26.9 | .488 | .388 | .648      | 4.5   | .9     | .7        | .8    | 11.1  |
| 2007./08. | Golden State | 66         | 16        | 19.9 | .439 | .361 | .673      | 3.7   | .7     | 1.0       | .6    | 7.2   |
| 2008./09. | Orlando      | 54         | 25        | 24.6 | .413 | .359 | .709      | 3.3   | 1.2    | .6        | .4    | 9.4   |
| Ukupno    |              | 364        | 122       | 21.6 | .436 | .354 | .668      | 3.3   | .9     | .7        | .4    | 8.7   |

### Doigravanje
| Godina    | Klub         | Odig. uta. | Uta. poč. | Min. | 2P%  | 3P%  | Sl. bac.% | Skok. | Asist. | Ukr. lop. | Blok. | Poena |
| --------- | ------------ | ---------- | --------- | ---- | ---- | ---- | --------- | ----- | ------ | --------- | ----- | ----- |
| 2006./07. | Golden State | 11         | 0         | 19.0 | .347 | .259 | .694      | 3.8   | .5     | .4        | .8    | 6.0   |
| 2008./09. | Orlando      | 18         | 0         | 16.7 | .364 | .333 | .000      | 2.0   | .3     | .0        | .7    | 10.3  |
| Ukupno    |              | 27         | 0         | 18.5 | .350 | .278 | .694      | 3.4   | .5     | .4        | .8    | 5.5   |

## Vanjske poveznice
- Službena stranica  Arhivirana inačica izvorne stranice od 29. travnja 2007. (Wayback Machine)
- Profil na NBA.com
- Profil  Arhivirana inačica izvorne stranice od 16. srpnja 2010. (Wayback Machine) na Basketball-Reference.com